# Ignaz Bruckner
Ignaz Bruckner (* 8. April 1938 in Scheibbs; † 14. April 2022) war ein  österreichischer Politiker (ÖVP) und Baukaufmann. Er war von 1991 bis 1993 Abgeordneter zum Landtag von Niederösterreich.
Bruckner besuchte die Volks- und Hauptschule und absolvierte danach eine Lehre als Großhandelskaufmann. Er arbeitete in der Folge als Baukaufmann und engagierte sich ab 1965 als Gemeinderat in Purgstall an der Erlauf. 1976 übernahm er das Amt des Vizebürgermeisters, und 1985 wurde er nach Edgar Schober Bürgermeister, was er bis 1997 ausübte. Zudem vertrat er die ÖVP zwischen dem 11. Juli 1991 und dem 4. März 1993 im Niederösterreichischen Landtag.
Nach seiner Amtszeit als Bürgermeister war er Bezirksobmann des Seniorenbundes. Zudem war er Obmann des Musikvereins Purgstall. 